# Krüper
A Krüper egy régi németországi tyúkfajta.

## Fajtatörténet
Már régről ismert tyúkfajta, mely Németország északnyugati területén honos. 

## Fajtabélyegek, színváltozatok
Háta hosszú, széles, vízszintes. Farktolla nagy, jól fejlett, zárt. Melltájék széles, mély, kissé előre dőlt. Szárnya nagy, széles. Feje közepes méretű, közepesen széles, nyújtott. Arca piros, enyhén szőrös/pelyhes. Szemek nagyok, sötétbarnák. Csőre sötét, erős, kicsit ívelt. taraja alacsony fűrésztaraj, 4-6 fogazattal. Füllebenyek fehérek, közepesen nagyok. Toroklebeny vékony, közepesen hosszú, piros. Nyaka rövid, lekerekített. Combok rövidek, csüd szintén rövid, finom csontozatú; fekete színű. Tollazata puha. 

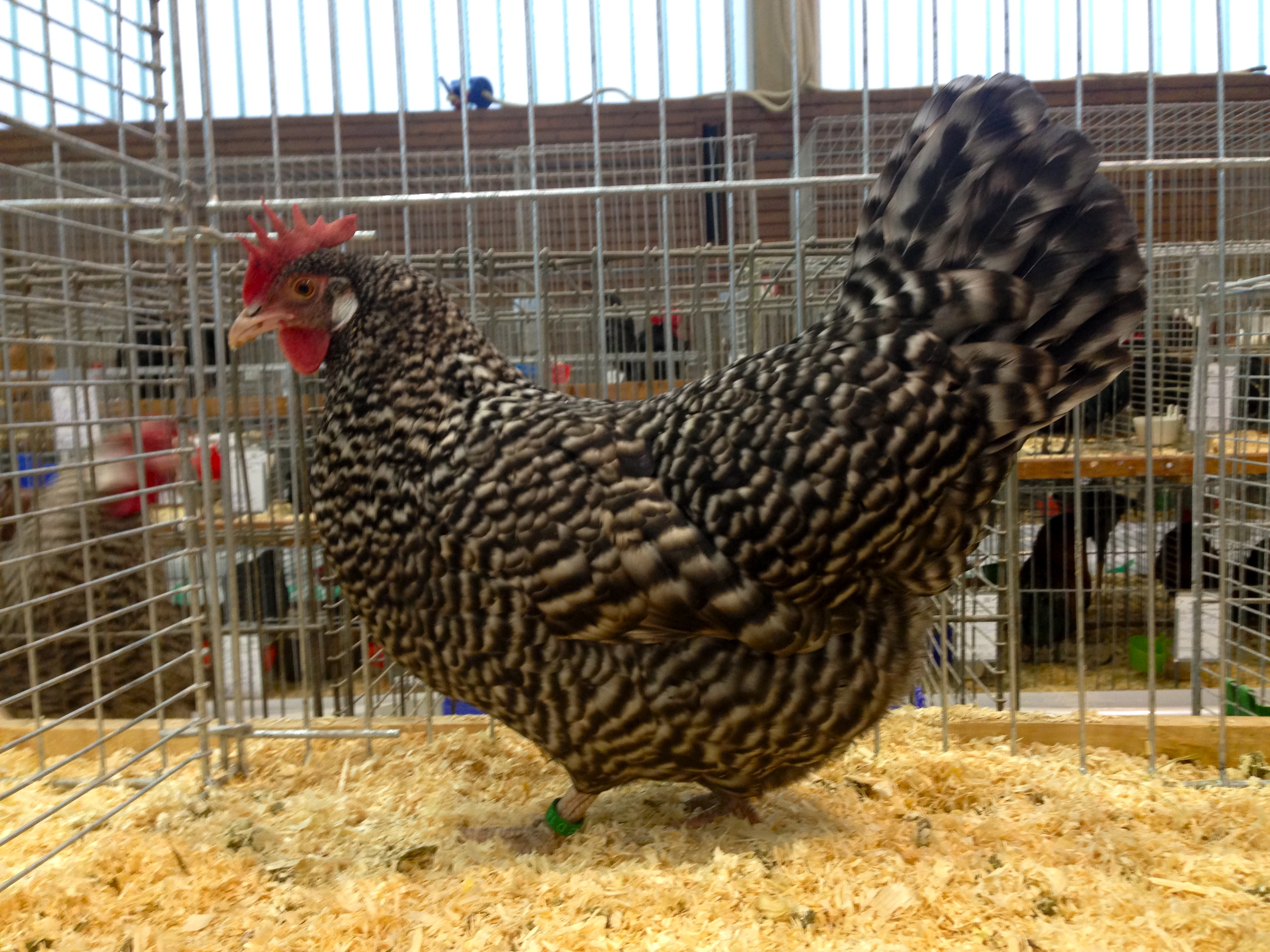
Krüper tyúk "jeles", kiállítás, 2014 decembere, Németország

Színváltozatok: Fekete, fehér, sávozott, fekete-fehér, fekete-sárga, fogolyszínű.  

## Tulajdonságok
Közepes méretű tyúkfajta, vízszintes testtartással. Nagyon rövid lábai vannak. Alkalmasak szűkös kifutókba. Bizalmaskodó, szelíd, nyugodt fajta.  
| Általános tulajdonságok: | Általános tulajdonságok:        |
| ------------------------ | ------------------------------- |
| Súlya                    | kakas 1,7-2,3 kg, tojó 1,5-2 kg |
| Gyűrűmérete              | kakas 18, tojó 16               |
| Tenyésztojás tömege      | 50 g                            |
| Tojáshéj színe           | fehér                           |
| Éves tojáshozama         | 180 db                          |